# Predrag Zimonjić
Predrag Zimonjić (in serbo Предраг Зимоњић?; Kragujevac, 15 ottobre 1970) è un ex pallanuotista e allenatore di pallanuoto serbo, allenatore delle squadre maschili e femminili del Como. È stato due volte campione europeo, vicecampione del mondo e vincitore di una medaglia di bronzo alle olimpiadi di Sydney 2000.

## Carriera

### Giocatore
È cresciuto in patria nel Partizan dove conquista titoli nazionali ed internazionali. In Italia ha giocato a Roma, dove conquista la Coppa delle Coppe e disputa altre due finali europee, una sempre in Coppa delle Coppe ed un'altra in Supercoppa LEN, a Siracusa, dove vince per due volte la Coppa Comen, ed a Civitavecchia. In questi anni ha disputato diversi campionati estivi a Malta. Oltre a conquistare diversi titoli nazionali, nel 2000 divenne Campione d'Europa con il Bečej. Con la Jugoslavia ha ottenuto un bronzo a Sidney 2000.
Ha chiuso la carriera da giocatore nel 2015 nello Sport Management di Busto Arsizio.

### Allenatore
Nel 2013 è allenatore-giocatore del Civitavecchia. Nel 2015, subito dopo essersi ritirato, esordì sulla panchina da allenatore del Sport Management. Nel 2018 è alla guida della nazionale serba B, mentre nel 2019 divenne il nuovo allenatore del Como. Nel 2024 assunse la guida anche della formazione femminile della società lariana.

## Palmarès

### Giocatore
- Eurolega: 1

Bečej: 1999-2000
- Coppa delle Coppe: 1

Partizan: 1990-1991
Roma: 1995-1996
- Supercoppa LEN: 1

Partizan: 1991
- Coppa COMEN: 3

Partizan: 1989
Ortigia: 2000, 2001
- Campionato serbo-montenegrino: 3

Becej: 1999, 2000, 2001
- Coppa di Serbia e Montenegro: 6

Partizan: 1992, 1993, 1994
Becej: 1999, 2000, 2001
- Coppa di Jugoslavia: 3

Partizan: 1988, 1990, 1991
- Campionato jugoslavo: 1

Partizan: 1988